# Genesee and Mohawk Valley Railroad
Die Genesee & Mohawk Valley Railroad (G&MV) ist eine Bahngesellschaft im Nordwesten des US-Bundesstaats New York. Innerhalb der Firmengruppe ihres Eigentümers Genesee Valley Transportation (GVT) ist die G&MV der Betreiber von Strecken, die durch die Schwesterunternehmen Depew, Lancaster and Western Railroad (DLWR) und Mohawk, Adirondack and Northern Railroad (MHWA) befahren werden. Die G&MW ist selbst nicht als Eisenbahnverkehrsunternehmen tätig und gilt daher als nonoperating rail carrier.

## Geschichte
Nachdem sich die GVT-Tochtergesellschaften DLWR im Großraum Buffalo und MHWA nördlich von Utica günstig entwickelten, erwarb die GVT Ende 1992 Nebenstrecken der Consolidated Rail Corporation (Conrail) in Batavia, Utica und Rome, um dort Schienengüterverkehr anzubieten. Als Infrastrukturbetreiber wurde die Genesee & Mohawk Valley Railroad (G&MV) gegründet, während die Güterverkehrsleistungen im Laufe des Jahres 1993 in Utica und Rome von der MHWA sowie in Batavia durch die DLWR übernommen wurden.
Zum 30. Dezember 1992 erwarb die G&MV den Bahnhof Utica Yard sowie die knapp 13 km lange Rome Industrial Trackage in Rome. Auf beiden Teilen wurden der MHWA ab 6. August 1993 exklusive Trackage Rights für Gütertransporte erteilt. Zudem erhielt die MHWA gleichermaßen Trackage Rights auf der Conrail-Strecke zwischen Utica und Rome, so dass die MHWA ihre Anlagen in Rome aus Utica bedienen kann.

## Infrastruktur
In Batavia besitzt die G&MV Strecken mit einer Gesamtlänge von 9,9 km. Dabei handelt es sich im Wesentlichen um einen Teil der ursprünglichen Führung der Hauptstrecke Albany–Buffalo der New York Central Railroad (NYC), die zwischen 1951 und 1957 an den Südrand Batavias verlegt worden war. Im Stadtgebiet sowie westlich der Stadt blieb eines von ehemals vier Gleisen erhalten, um Gleisanschlüsse bedienen zu können. Conrail bezeichnete diese heute durch die DLWR genutzte Infrastruktur als Lower Town Industrial Trackage. Zusätzlich befährt die DLWR in Batavia auch einen kurzen, südöstlich der heute von CSX Transportation betriebenen NYC-Umgehungsstrecke gelegenen Rest der ansonsten in der Region stillgelegten Lehigh-Valley-Railroad-Hauptstrecke nach Buffalo.
In Utica gehört der G&MV der Güterbahnhof Utica Yard, der zwischen Milepost 235,9 und 237,7 parallel zur Hauptstrecke Albany–Buffalo liegt. Die Anlagen werden zur Zugbildung der MHWA und als Umschlagplatz für Güter genutzt. Im westlich von Utica gelegenen Rome umfasst die G&MV-Infrastruktur die Rome Industrial Trackage, die bei Milepost 248,2 von der Strecke Albany–Buffalo abzweigt und etwa 12,8 km (8 Meilen) in nordwestliche Richtung führt. Davon zweigt wiederum die Anschlussbahn zur früheren Griffiss Air Force Base ab, die heute den auf dem ehemaligen Militärgelände gelegenen Industriepark erschließt.